# Jerzy Binkowski (pisarz)
Jerzy Binkowski (ur. 25 czerwca 1949 w Gdyni) – polski pisarz i poeta.

## Życiorys
Ukończył studia w Katolickim Uniwersytecie Lubelskim oraz Akademii Teatralnej im. Aleksandra Zelwerowicza w Warszawie.
Debiutował w roku 1980 na łamach Białostockiego Informatora Kulturalnego. Od tego czasu ukazały się następujące tomiki wierszy autora: “Akord” (1983), “Krzyżowa droga” (1991), “Wygnanie Boga” (1992), “Głosy z pustyni” (1993), “W drodze z Damaszku” (1994), “To nieba odblask poraził człowieka” (1997), “Na drugą stronę białych brzóz” (2003). Jerzy Binkowski jest również autorem libretta i narratorem Kantaty Przemienienia (2013) skomponowanej przez Jakuba Milewskiego. W 1994 został laureatem Nagrody Literackiej Prezydenta Miasta Białegostoku im. Wiesława Kazaneckiego. Jest członkiem warszawskiego oddziału Stowarzyszenia Pisarzy Polskich.
Jako reżyser realizował przede wszystkim teksty Joanny Kulmowej, m.in.: “Serce jak złoty gołąb”, “Bajka skrzydlata o czyśćcowej duszyczce”, “Niefruwak Piechotny”, “Dudek i gwiazda”, “Wio, Leokadio”, “Głupia Historia, czyli liście sarasafiksaty”, “Jaskółka niepokoju”. Reżyserował również “Króla Leara” Shakespeare’a oraz “Czekając na Godota” Becketta. Przez kilkanaście lat prowadził młodzieżową grupę teatralną “Boże Ziółka”. We współpracy scenicznej nauczycieli i uczniów X L.O. wystawił w marcu – 2005 r. “Antygonę” Sofoklesa, zaś w listopadzie – 2005 r. – “Gdzie złota kula?” wg tekstu Joanny Kulmowej z młodzieżą Zespołu Szkół Muzycznych.
W ramach idei Fundacji Edukacji i Twórczości, będąc kustoszem ogólnopolskiej nagrody artystycznej LAUR Izabelli Elżbiety z Poniatowskich Branickiej, dwukrotnie zorganizował wręczenie statuetki LAURU: w 2003 roku – Joannie Kulmowej i Janowi Kulmie, zaś w 2004 roku – Barbarze Kilar i Wojciechowi Kilarowi.

## Nagrody, odznaczenia i wyróżnienia
- 1991 – „Złota Buława Hetmańska” – ogólnopolski konkurs poetycki[6]
- 1991 – Nagroda Kuratora Oświaty w Białymstoku[6]
- 1992 – III nagroda w Łódzkiej Wiośnie Poetów[7]
- 1993 – Nagroda Literacka Prezydenta Miasta Białegostoku im. Wiesława Kazaneckiego za najlepszą książkę poetycką roku („Głosy z Pustyni”)[8]
- 1999 – Animator kultury – nagroda Przewodniczącego Rady Miasta Białegostoku[9]
- 2001 – Instruktor roku – nagroda Towarzystwa Kultury Teatralnej[6]
- 2002 – Medal Komisji Edukacji Narodowej[6]
- 2002 – Srebrny Krzyż Zasługi[6][10]
- 2005 – Animator kultury – Nagroda Przewodniczącego Rady Miasta Białegostoku (za całokształt dokonań)[11]
- 2022 – Brązowy Medal „Zasłużony Kulturze Gloria Artis” (2022)[12][13]
- 2023 - Nagroda FENIKSA 2023 Stowarzyszenia Wydawców Katolickich w kategorii literackiej.[14]

## Twórczość

### Publikacje książkowe
- Akord – 1983[15]
- Krzyżowa droga – 1991[6][16]
- Wygnanie Boga – 1992[17]
- Głosy z pustyni – 1993[18]
- W drodze z Damaszku – 1994[19]
- To nieba odblask poraził człowieka – 1997[20]
- Na drugą stronę białych brzóz – 2003[21]
- Kantata Przemienienia – 2013 (autor libretta)[22]
- Kantata „Totus Tuus – całyM Twój” – 2017 (autor libretta)[23][24]
- Złoty ciężar snu – 2018[25]
- Wiejska ballada – 2020[26][27]
- Ave – 2022[28]

### Publikacje w pracach zbiorowych
1. „Czy duchowość jest niewidzialna?”, s. 253–268 publikowane w: „Małe miasta – Duchowość pozakanoniczna”, Acta Collegii Suprasliensis, t. XXVIII, Białystok-Futoma-Supraśl 2020, ss.484.[29][30]
2. „Stolicą ich serca była Polska”, s. 347–358, publikowane w: Małe miasta – Dom polski we wspomnieniach, Acta Collegii Suprasliensis, t. XXX, Białystok-Dynów-Supraśl 2021, ss.358.[31]
3. Obrazki polskie – obrazy powodem do obrazy? Recenzja książki Elżbiety Morawiec „Obrazki polskie”, publikacja w “ARCANA” Kraków nr 133-134, rok wyd. 2017[32]
4. Niepełnosprawni? – publikacja w NIKE Nr. 1/2001[33]
5. Rozpalić się – hu-hu-ha, hu-hu-ha! – publikacja w „Bliżej przedszkola” Kraków, Luty 2011[34]